# Criollo skepi
El skepi fue una lengua criolla de origen neerlandés de Guyana, hablada en la región de Esequibo.
No es mutuamente inteligible con el criollo Berbice, también hablado en Guyana. Esta lengua está extinta desde 1998.

## Descripción
Para el siglo XX, la existencia de una lengua criolla neerlandesa en la antigua colonia Esequibo estaba en gran parte olvidada. La lengua solo ganó el interés de los lingüistas después de que el lingüista guyanés Ian E. Robertson, quien ya había traído el criollo berbice a la atención de la comunidad científica, también encontró personas en el río Esequibo que recordaban una lengua criolla holandesa. Sin embargo, a diferencia del criollo berbice, el skepi, cuyo nombre deriva de Yskepi, el primer nombre neerlandés del río Esequibo, ya no se hablaba activamente durante el trabajo de campo de Robertson. Las oraciones de muestra y una lista Swadesh compilada por Robertson se basaron en los recuerdos de hablantes no nativos de la lengua que aún hablaban sus padres o abuelos.